# Prophantis longicornalis
Prophantis longicornalis is een vlinder uit de familie van de grasmotten (Crambidae), uit de onderfamilie van de Spilomelinae. De wetenschappelijke naam van deze soort is voor het eerst voorgesteld als Syngamia longicornalis door Paul Mabille in een publicatie uit 1900.
De soort komt voor in Congo-Kinshasa, Madagaskar en Réunion.